# Jamie Tardif
Jamie Marc Tardif (* 23. Januar 1985 in Welland, Ontario) ist ein ehemaliger kanadischer Eishockeyspieler und derzeitiger -trainer, der im Verlauf seiner aktiven Karriere zwischen 2001 und 2018 unter anderem 115 Spiele für die Adler Mannheim in der Deutschen Eishockey Liga (DEL) auf der Position des rechten Flügelstürmers bestritten hat. Zudem absolvierte Tardif, der mit den Adler Mannheim im Jahr 2015 die Deutsche Meisterschaft gewann, weitere 514 Partien in der American Hockey League (AHL). Sein Vater Marc Tardif war ebenfalls professioneller Eishockeyspieler.

## Karriere

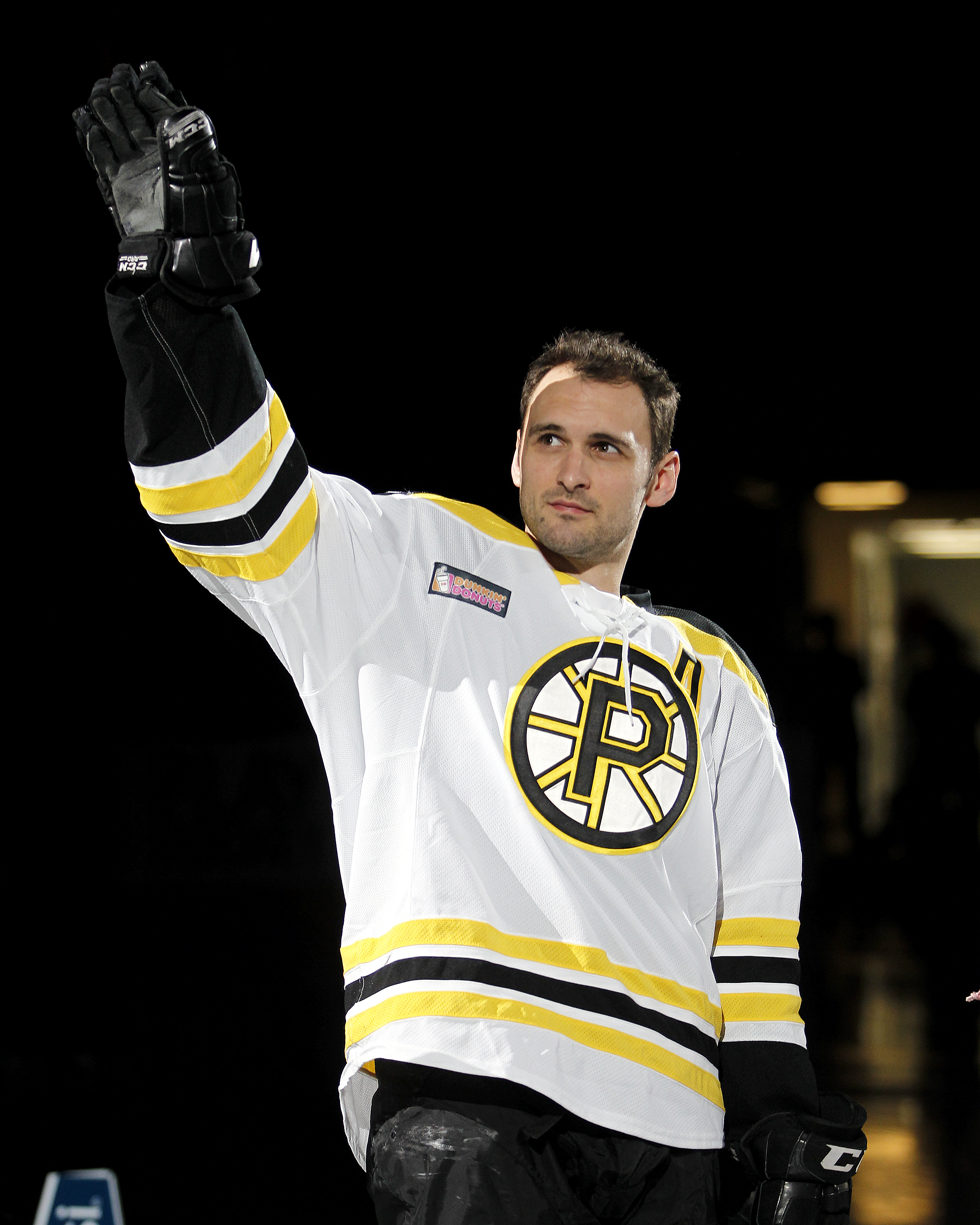
Tardif im Trikot der Providence Bruins

Jamie Tardif begann seine Karriere im Jahr 2001 in der kanadischen Juniorenliga Ontario Hockey League (OHL) bei den Peterborough Petes. Er hatte eine gute Debütsaison und führte die Rookiescorer der Petes mit 22 Toren und 22 Assists an. In der Saison 2002/03 konnte er sich steigern, war hinter Eric Staal und Greg Chambers mit 60 Scorerpunkten in 68 Spielen drittbester Scorer der Mannschaft und auch in den Playoffs, wo die Mannschaft allerdings schon in der ersten Runde ausschied, überzeugte er mit drei Toren und vier Torvorlagen. Tardif nahm daraufhin mit der kanadischen Nationalmannschaft an der U18-Junioren-Weltmeisterschaft 2003 teil, mit der er die Goldmedaille gewinnen konnte. Die Calgary Flames aus der National Hockey League (NHL) wählten ihn kurz darauf im NHL Entry Draft 2003 in der vierten Runde an der 112. Position aus. In der Spielzeit 2003/04 schwächelten die Peterborough Petes und auch der Stürmer konnte an die Leistungen der Vorsaison nicht anknüpfen. Die Mannschaft verpasste die Qualifikation für die Playoffs und er sammelte insgesamt 53 Punkte in 64 Ligaspielen. In der folgenden Spielzeit konnten sich Tardif und seine Mannschaft wieder steigern. Die Petes erreichten wieder die Playoffs, während er mit 37 Toren den fünften Rang in der Torjägerliste der OHL belegte. Doch trotz seiner guten Leistungen, nahmen ihn die Calgary Flames nicht unter Vertrag, weshalb sie die Rechte an ihm verloren und er für den NHL Entry Draft 2005 nochmal verfügbar war, jedoch diesmal nicht ausgewählt wurde. Im Spieljahr 2005/06 ging der Offensivspieler als Mannschaftskapitän der Petes in seine fünfte OHL-Saison, die gleichzeitig seine letzte und erfolgreichste sein sollte. Tardif war erneut bester Torschütze seiner Mannschaft und stellte neue persönliche Rekorde mit 40 Toren und 69 Scorerpunkten auf. In den Playoffs ließ er zwar etwas nach, konnte aber trotzdem den Gewinn des J. Ross Robertson Cups feiern. Im anschließenden Finalturnier um den Memorial Cup belegten sie jedoch den letzten Platz.
Im Herbst 2006 wurde Tardif zum Trainingscamp der Detroit Red Wings aus der NHL eingeladen, konnte sich aber nicht für einen Vertrag empfehlen. Anfang Oktober wurde er dann von den Toledo Storm aus der unterklassigen ECHL verpflichtet und konnte dort mit zehn Toren und 20 Assists in 34 Spielen überzeugen, woraufhin ihn die Manitoba Moose aus der American Hockey League (AHL) Anfang Dezember 2006 in ihr Team holten, ihn nach einem Spiel allerdings wieder entließen. Ende des Monats erhielt er einen Vertrag in der AHL bei den Iowa Stars, doch auch hier spielte er nur zweimal, ehe er schließlich Ende Januar 2007 einen festen Platz bei den Grand Rapids Griffins, dem AHL-Farmteam der Detroit Red Wings, fand. In Grand Rapids holte er in den letzten 27 Spielen der Saison 15 Punkte und konnte während eines Spiels am 3. März innerhalb eines Drittel einen Hattrick erzielen. Nachdem im Sommer 2007 sein Vertrag verlängert worden war, verbrachte er die gesamte Saison 2007/08 für die schwächelnden Griffins und erzielte in 80 Spielen 34 Scorerpunkte. Allerdings bestritt die Mannschaft ihre schlechteste Saison seit ihrem Eintritt in die AHL im Jahr 2001 und verpassten die Playoffs deutlich. Im April 2008 gaben die Detroit Red Wings bekannt, dass sie Jamie Tardif für zwei Jahre unter Vertrag genommen haben. In der Saison 2008/09 präsentierten sich die Griffins wieder deutlich besser, Jamie Tardif konnte aber nicht an die Leistungen der Vorsaison anknüpfen, wodurch zeitweise sogar seinen Stammplatz verlor.
Im Juli 2011 unterzeichnete Tardif nach mehr als vier Jahren bei den Griffins einen Kontrakt für zwei Jahre bei den Boston Bruins. Dort verbrachte er mit der Ausnahme von zwei Einsätzen in der NHL die gesamte Vertragslaufzeit bei den Providence Bruins in der AHL. Die Saison 2013/14 spielte der Kanadier für den Ligakonkurrenten Rochester Americans. Im Sommer 2014 wechselte Tardif in die Deutsche Eishockey Liga (DEL) zu den Adler Mannheim. In der Saison 2014/15 erreichte er mit den Adlern den ersten Tabellenplatz nach der Hauptrunde und gewann in den anschließenden Playoffs die Deutsche Meisterschaft. Nach der Spielzeit 2016/17 kehrte Tardif wieder nach Nordamerika zurück und war in der ECHL 2017/18 für die Quad City Mallards in der ECHL aktiv, wo er als spielender Assistenztrainer fungierte. Im Anschluss beendete der Kanadier im Sommer 2018 im Alter von 33 Jahren seine aktive Karriere.
Er schloss sich daraufhin den Sault Ste. Marie Greyhounds aus der OHL an, wo er in den folgenden vier Jahren bis zum Frühjahr 2022 den Posten eines Assistenztrainers besetzte. Zur Saison 2022/23 wurde er für die gleiche Position von den Hartford Wolf Pack aus der AHL verpflichtet.

## Erfolge und Auszeichnungen
- 2006 J.-Ross-Robertson-Cup-Gewinn mit den Peterborough Petes
- 2007 Teilnahme am ECHL All-Star Game
- 2013 Teilnahme am AHL All-Star Classic
- 2015 Deutscher Meister mit den Adler Mannheim

### International
- 2003 Goldmedaille bei der U18-Junioren-Weltmeisterschaft

## Karrierestatistik

### International
Vertrat Kanada bei:
- U18-Junioren-Weltmeisterschaft 2003

(Legende zur Spielerstatistik: Sp oder GP = absolvierte Spiele; T oder G = erzielte Tore; V oder A = erzielte Assists; Pkt oder Pts = erzielte Scorerpunkte; SM oder PIM = erhaltene Strafminuten; +/− = Plus/Minus-Bilanz; PP = erzielte Überzahltore; SH = erzielte Unterzahltore; GW = erzielte Siegtore; 1 Play-downs/Relegation; Kursiv: Statistik nicht vollständig)